# Srećko Lisinac
Srećko Lisinac (en serbe : Срећко Лисинац, né le 17 mai 1992 à Kraljevo, dans le district de Raška) est un joueur serbe de volley-ball. Il mesure 2,05 m et joue central. Il totalise 42 sélections en équipe de Serbie.

## Clubs
| Club                     | De        | À         |
| ------------------------ | --------- | --------- |
| Ribnica Kraljevo         | 2009-2010 | 2011-2012 |
| AZS Częstochowa          | 2012-2013 | 2012-2013 |
| Berlin Recycling Volleys | 2013-2014 | 2013-2014 |
| Skra Bełchatów           | 2014-2015 | 2017-2018 |
| Trentino Volley          | 2018-2019 | ...       |

## Palmarès
- Championnat d'Allemagne (1)
  - Vainqueur : 2014